# Rebutia huasiensis
Rebutia huasiensis ist eine Pflanzenart in der Gattung Rebutia aus der Familie der Kakteengewächse (Cactaceae). Das Artepitheton huasiensis verweist auf das Vorkommen der Art beim Ort Incahuasi.

## Beschreibung
Rebutia huasiensis wächst einzeln mit niedergedrückt kugelförmigen, dunkel graugrünen Körpern. Die Körper erreichen Durchmesser von bis zu 3 Zentimetern und haben Rübenwurzeln. Die etwa 13 Rippen sind spiralförmig angeordnet und in runde Höcker gegliedert. Die darauf befindlichen ovalen Areolen sind weiß. Die 7 bis 9 Dornen sind ausgebreitet und liegen fast an der Oberfläche des Körpers an. Sie sind dünn, braun, an der Spitze dunkler, später vergrauend und 3 bis 5 Millimeter lang.
Die roten Blüten werden bis zu 3 Zentimeter lang und erreichen Durchmesser von bis zu 3,5 Zentimetern. Die kugelförmigen Früchte sind grün und weisen Durchmesser von bis zu 6 Millimeter auf.

## Verbreitung und Systematik
Rebutia huasiensis ist in Bolivien im Departamento Chuquisaca in der Provinz Sud Cinti in Höhenlagen von 3300 Metern verbreitet, wo sie in Puna-Vegetation wächst.
Die Erstbeschreibung durch Walter Rausch wurde 1977 veröffentlicht.

## Nachweise